# Boury-en-Vexin
Boury-en-Vexin és un municipi francès, situat al departament de l'Oise i a la regió dels Alts de França. L'any 2007 tenia 343 habitants.

## Demografia

### Població
El 2007 la població de fet de Boury-en-Vexin era de 343 persones. Hi havia 148 famílies de les quals 36 eren unipersonals (4 homes vivint sols i 32 dones vivint soles), 52 parelles sense fills, 48 parelles amb fills i 12 famílies monoparentals amb fills.
La població ha evolucionat segons el següent gràfic:
Habitants censats

### Habitatges
El 2007 hi havia 196 habitatges, 145 eren l'habitatge principal de la família, 44 eren segones residències i 7 estaven desocupats. 193 eren cases i 2 eren apartaments. Dels 145 habitatges principals, 127 estaven ocupats pels seus propietaris, 15 estaven llogats i ocupats pels llogaters i 3 estaven cedits a títol gratuït; 1 tenia una cambra, 4 en tenien dues, 24 en tenien tres, 37 en tenien quatre i 79 en tenien cinc o més. 112 habitatges disposaven pel capbaix d'una plaça de pàrquing. A 58 habitatges hi havia un automòbil i a 76 n'hi havia dos o més.

### Piràmide de població
La piràmide de població per edats i sexe el 2009 era:
| Homes | Edats   | Dones |
| ----- | ------- | ----- |
| 0     | 95 o +  | 0     |
| 0     | 90 a 94 | 0     |
| 0     | 85 a 89 | 0     |
| 0     | 80 a 84 | 4     |
| 8     | 75 a 79 | 12    |
| 4     | 70 a 74 | 8     |
| 12    | 65 a 69 | 8     |
| 8     | 60 a 64 | 8     |
| 4     | 55 a 59 | 16    |
| 20    | 50 a 54 | 16    |
| 24    | 45 a 49 | 28    |
| 8     | 40 a 44 | 8     |
| 4     | 35 a 39 | 20    |
| 12    | 30 a 34 | 12    |
| 8     | 25 a 29 | 0     |
| 8     | 20 a 24 | 20    |
| 8     | 15 a 19 | 12    |
| 8     | 10 a 14 | 8     |
| 4     | 5 a 9   | 4     |
| 0     | 0 a 4   | 4     |

## Economia
El 2007 la població en edat de treballar era de 243 persones, 189 eren actives i 54 eren inactives. De les 189 persones actives 177 estaven ocupades (99 homes i 78 dones) i 12 estaven aturades (7 homes i 5 dones). De les 54 persones inactives 14 estaven jubilades, 14 estaven estudiant i 26 estaven classificades com a «altres inactius».

### Ingressos
El 2009 a Boury-en-Vexin hi havia 140 unitats fiscals que integraven 325 persones, la mediana anual d'ingressos fiscals per persona era de 23.608 €.

### Activitats econòmiques
Dels 13 establiments que hi havia el 2007, 3 eren d'empreses de construcció, 3 d'empreses de comerç i reparació d'automòbils, 1 d'una empresa financera, 3 d'empreses de serveis, 1 d'una entitat de l'administració pública i 2 d'empreses classificades com a «altres activitats de serveis».
Dels 4 establiments de servei als particulars que hi havia el 2009, 1 era un paleta, 1 guixaire pintor, 1 lampisteria i 1 perruqueria.
L'any 2000 a Boury-en-Vexin hi havia 5 explotacions agrícoles que ocupaven un total de 670 hectàrees.

## Equipaments sanitaris i escolars
El 2009 hi havia una escola maternal integrada dins d'un grup escolar amb les comunes properes formant una escola dispersa.

## Poblacions més properes
El següent diagrama mostra les poblacions més properes.